# Jagdalpur
Jagdalpur (en hindi: जगदलपुर ) es una ciudad de la India capital del distrito de Bastar, en el estado de Chhattisgarh.

## Geografía
Se encuentra a una altitud de 559 m s. n. m. a 284 km de la capital estatal, Raipur, en la zona horaria UTC +5:30.

## Demografía
Según estimación 2012 contaba con una población de 86 318 habitantes.